# سوني دالاس
سوني دالاس (بالإنجليزية: Sonny Dallas)‏ هو معلم موسيقى أمريكي، ولد في 27 أكتوبر 1931، وتوفي في 22 يوليو 2007 في لونغ آيلند في الولايات المتحدة.

## وصلات خارجية
- سوني دالاس على موقع ميوزك برينز (الإنجليزية)
- سوني دالاس على موقع ديسكوغز (الإنجليزية)